# La Force du mal
Pour plus de détails, voir Fiche technique et Distribution.
La Force du mal (Notturno con grida) est un film d'épouvante italien coréalisé et coscénarisé par Ernesto Gastaldi et Vittorio Salerno et sorti en 1981 directement en vidéo.
C'est une sorte de suite infidèle à Libido (1965), également coréalisé par le duo Gastaldi et Salerno. Il contient des scènes du premier film, utilisées comme flash-back.
Le film reprend les thèmes de l'exorcisme, du monde démoniaque, et des figures de la tradition judéo-christiano-gnostique tels que Satan, Abaddon, Apollyon, des allusions au rituel du De exorcismis et supplicationibus quibusdam (DESQ) adopté par le pape Léon XIII.

## Fiche technique
- Titre français : La Force du mal[1]
- Titre original italien : Notturno con grida[2] (litt. « Un cri dans la nuit »)
- Réalisateur : Ernesto Gastaldi, Vittorio Salerno
- Scénario : Ernesto Gastaldi, Vittorio Salerno
- Photographie : Benito Frattari, Marco Frattari
- Montage : Danilo Spaccapeli
- Musique : Severino Gazzelloni
- Décors et costumes : Amarilli Gastaldi
- Production : Armando Govoni
- Société de production : Welcome Films & Television
- Pays de production :  Italie
- Langue de tournage : Italien
- Format : Couleur
- Durée : 88 minutes (1 h 28)
- Genre : Film d'épouvante
- Dates de sortie :
  - Italie : 1981
  - France : 1983

## Distribution
- Mara Chianetta (sous le nom de « Mara Maryl ») : Brigitte
- Gerardo Amato (it) : Gerard
- Luciano Pigozzi (sous le nom de « Alan Collins ») : Paul
- Gioia Maria Scola : Sheena
- Martine Brochard : Eileen
- Franco Molè : Christian

## Production
Les extérieurs ont été tournés à Soriano nel Cimino, en particulier dans la hêtraie du Monte Cimino (it), où l'on peut voir la pierre de Naticarello (Naturae miraculum) célébrée par Pline l'Ancien.
Le film a été réalisé avec la contribution du ministère de la Culture.